# Pleonectopoda
Pleonectopoda là một chi bướm đêm thuộc họ Noctuidae.